# Iwan Kondratiew
Iwan Michajłowicz Kondratiew, ros. Иван Михайлович Кондратьев (ur. 15 października 1889 r. we Władykaukazie, zm. 21 lutego 1945 r. w Hum w Chorwacji) – rosyjski wojskowy (pułkownik), emigracyjny działacz wojskowy, oficer Rosyjskiego Korpusu Ochronnego podczas II wojny światowej
Ukończył gimnazjum, zaś w 1910 r. szkołę wojskową w Tyflisie. Brał udział w I wojnie światowej. W stopniu podpułkownika dowodził 22 syberyjskim pułkiem strzeleckim. Był odznaczony Orderem Św. Jerzego. W 1918 r. wstąpił do wojsk białych. Walczył m.in. na Kubaniu. Od sierpnia tego roku dowodził kompanią, a następnie batalionem 43 pułku kawalerii Kozaków dońskich. W styczniu 1919 r. awansował do stopnia pułkownika. Pod koniec 1919 r. został ranny, po czym ewakuowany na leczenie do Egiptu. W październiku 1920 r. powrócił do wojsk białych walczących na Krymie; został oficerem 2 pułku korniłowskiego. W listopadzie tego roku wraz z resztkami wojsk białych ewakuował się do Gallipoli, gdzie od 18 grudnia był oficerem 6 kompanii, zaś od 24 grudnia 1921 r. dowódcą 10 kompanii pułku korniłowskiego. Zamieszkał w Bułgarii, gdzie był naczelnikiem grupy b. żołnierzy pułku korniłowskiego. W 1938 r. został tytularnym dowódcą tego pułku. Jesienią 1941 r. wstąpił do Rosyjskiego Korpusu Ochronnego w Serbii. Zginął 21 lutego 1945 r. w walkach w chorwackim mieście Hum.